# 齊聖渭
齊聖渭（?—?），字松崖，贵州安順人，清朝政治人物、同進士出身。

## 生平
乾隆三十七年（1772年）壬辰科進士，三甲二十五名，官黎平府儒学教授。